# Майлс Дейвис
Майлс Дюи Дейвис III (на английски: Miles Dewey Davis III) е американски джаз музикант – тромпетист, ръководител на бенд и композитор. Той е сред най-влиятелните и уважавани фигури в историята на джаза и музиката на XX век. В хода на своята продължила пет десетилетия кариера Дейвис следва различни музикални посоки, които го поставят в авангарда на много от главните стилистични развития на джаз музиката.
Роден и израснал в Илинойс, Дейвис отива да учи в училището „Джулиард“ в Ню Йорк, но скоро напуска и прави професионалния си дебют в бибоп квинтета на саксофониста Чарли Паркър от 1944 до 1948 година. Малко след това той записва за „Кепитъл Рекърдс“ албума Birth of the Cool, който изиграва ключова роля за появата на течението кул джаз. В началото на 50-те години Майлс Дейвис прави едни от първите записи на хард боп за „Престиж Рекърдс“, но го прави небрежно, заради пристрастяването си към хероина. След завръщането си с успешно участие на Нюпортския джаз фестивал през 1955 година, подписва дългосрочен договор с „Кълъмбия Рекърдс“ и през 1957 година записва албума 'Round About Midnight. Това е първото му сътрудничество със саксофониста Джон Колтрейн и басиста Пол Чембърс, основни участници в секстета, който ръководи в началото на 60-те години. През този период той редува оркестрални сътрудничества с аранжора Гил Евънс, като Sketches of Spain (1960), и бендови записи, като Milestones (1958) и Kind of Blue (1959). Последният остава един от най-популярните джаз албуми на всички времена, като само в Съединените щати са продадени над 4 милиона копия.
Майлс Дейвис прави няколко промени в състава на групата си по време на записите на Someday My Prince Will Come (1961), концертите в „Блекхоук“ и Seven Steps to Heaven (1963), нов успех сред широката публика, в който се включват басистът Рон Картър, пианистът Хърби Ханкок и барабанистът Тони Уилямс. След включването и на саксофониста Уейн Шортър към новия квинтет през 1964 година, той се насочва към поредица от по-абстрактни записи, често композирани от членове на групата, включвайки се във формирането на постбоп жанра с албуми, като E.S.P. (1965) и Miles Smiles (1967). През 70-те години той експериментира с рок, фънк, африкански ритми, появяващата се електронна техника и постоянно променящ се състав от музиканти, сред които клавириста Джо Завинул, барабаниста Ал Фостър и китариста Джон Маклафлин. Този период, започнал с албума In a Silent Way (1969) и завършил с концертния запис Agharta, е най-спорният в кариерата му, като отчуждава или предизвиква мнозина в джаз средите. Търговски успешният албум от 1970 година Bitches Brew допринася за възраждането на популярността на жанра през следващото десетилетие.
След петгодишно прекъсване, заради здравословни проблеми, Дейвис подновява кариерата си през 80-те години, ангажирайки по-млади музиканти и включвайки поп елементи в албуми като The Man with the Horn (1981) и Tutu (1986). Макар критиците често да не са във възторг, десетилетието му донася ной-големите търговски успехи. Той свири пред изцяло разпродадени зали по целия свят, изявявайки се също в изобразителното изкуство, киното и телевизията, до смъртта си през 1991 година, предизвикана от съвместния ефект на инсулт, пневмония и дихателна недостатъчност.
През 2006 година Майлс Дейвис е включен в Залата на славата на рокендрола, която го описва като „една от ключовите фигури в историята на джаза“. Списание „Роулинг Стоун“ го определя като „най-почитаният джаз тромпетист на всички времена, както и един от най-значимите музиканти на XX век“.

## Биография

### Младежки години
Майлс Дейвис е роден в заможно семейство на афроамериканци – баща му Майлс Дюи Дейвис Втори е едър земевладелец и преуспяващ зъболекар. Детството си обаче прекарва не в родния си град, а в Ийст Сейнт Луис (част от големия Сейнт Луис) – един от центровете на афроамериканската култура, формално сочен, заедно с Ню Орлиънс, за една от „родините“ на блуса и джаза, откъдето получава първите си преки „уроци“ в тези музикални стилове. Свири на тромпет в училищния оркестър, оттогава това остава неговият основен инструмент, въпреки че прекрасно владее пиано, саксофон, китара и др. Запознава се с Кларк Тери, който е силно влияние за младия Майлс. Среща се и с Дизи Гилеспи и Чарли Паркър при гастрол на групата на Били Екстин в Сейнт Луис. През 1944 г. отива да учи в музикално училище в Ню Йорк, но предпочита да свири в клубовете на 52-ра улица където става близък с Чарли Паркър и участва в негови формации.

### Зрелият период
След три години под крилото на Чарли Паркър, Майлс Дейвис добива увереност и сформира свой нонет, включващ някои талантливи млади музиканти като Джил Евънс, Джери Мълиган и Лий Кониц. Формацията не се запазва за дълго, но дава началото на 'cool' течението в джаза. То се характеризира с лекия, спокоен начин на свирене, като противовес на тогава популярния бибоп.
Следват един „празен“ период в неговата кариера (1950 – 1954), когато се бори със зависимостта си от хероина.
Първият голям квинтет Майлс Дейвис сформира през периода 1955 – 1956. В него участват Джон Колтрейн (тенор саксофон), Ред Гарланд (пиано), Пол Чембърс (бас) и Фили Джо Джоунс (ударни).
Албумът му „Kind Of Blue“ от 1959 г. е един от най-влиятелните и всепризнати албуми в цялата история на джаз музиката. Композициите „So What“ и „All Blues“ са се превърнали в джаз стандарти. Този албум дава началото на модалния джаз. В него съществена роля играе Джон Колтрейн, който през шейсетте доразвива идеите заченати с този албум.
През 1963 г. Дейвис създава квинтет с участието на саксофониста Уейн Шортър, пианиста Хърби Хенкок, басиста Рон Картър и барабаниста Тони Уилиамс. Този квинтет, известен като „The Second Great Quintet“, се превръща в една от най-влиятелните групи в историята на музиката на 20 век. Най-ярките творби на Дейвис са именно от този период и именно с този музикален формат.
През този период Майлс Дейвис става особено чувствителен към правата на чернокожите и политическото и социално състояние на държавите от черна Африка. Обявява се за вудуист.

### Късният период
Достигнал върха на славата си в бибоп-а, Майлс Дейвис продължава и нататък. В края на 70-те години на XX век прави първите си изцяло новаторски албуми, сочени за начало на стилове като фюжън. Тогава създава и свой собствен оркестър – компилация от акустични и електронни музикални инструменти.
Късните творби на Майлс Дейвис са еклектични. Някои от тях строго се придържат към електронния формат, наложен от фюжън-а – например „Review“ (1987 г.) Музиката към филма на Гари Кюрфърст „Сиеста“ (Music From Siesta, издадена като самостоятелен албум през 1987), е изпълнена с чиста лирика и подчертано отношение към латиноамериканските фолклорни мотиви. Освен програмната, Дейвис включва и смислова тематичност в албумите си „Туту“ (1984) и „Амандла“ (1989) – и двата посветени на знаменития борец за правата на чернокожите – пастор Дезмънд Туту.
Като музикална разработка – аранжимент, композиция и тематичност, Майлс Дейвис отправя с творчеството си послание към идните поколения. В наши дни повечето музиканти, работещи в областта на джаза, ги приемат за свой основен еталон.
Седемкратен носител на наградата „Грами“. Посмъртно удостоен със звезда в Алеята на славата в Холивуд.
Умира в резултат на усложнено белодробно заболяване.

## Творчество
Творчеството на Майлс Девис се характеризира с непрекъснат преход към различни стилове в джаза. Преход не внезапен, а постепенен и плавен, при това към стилове, на които самият Дейвис е основоположник или част от хората, които са дали началото. В цялото многообразие от стилове обаче неизменно остава усещането за звука на инструмента (тромпет). Както казва самият Дейвис: „Аз искам не да свиря на тромпет, а да говоря. Когато свиря на тромпет, аз всъщност говоря“.
Майлс Дейвис е един от малцината ярки музиканти, които еднакво добре се справят и като солисти, и като част от един по-голям музикален ансамбъл. Особено в бибоп-периода Дейвис работи със знаменитости като Джон Колтрейн, Дизи Гилеспи и Чарли Паркър, по-късно с Лари Янг, Чък Кърия, Бени Мопин, Джон Лий Хукър, Били Кобъм, Дейв Холанд и други. Много от по-младите го наричат свой учител.
Привърженик на идеята, че джазът не може да остане в рамките на класификацията „черна музика“, той е един от първите музиканти, привнесли в нея не само декоративно, но и по същност различни и разнообразни фолклорни мотиви, както и такива от класическата музика. Особено в най-късния си период Дейвис напълно се отдава на музикални синкретизъм, смесвайки различни стилове и жанрове.

## Дискография
1945 (19-годишен)
- Miles Davis – First Miles (Savoy SJL 1196)
- Charlie Parker Story (Savoy MG 12079)
- Charlie Parker Memorial, Vol. 2 (Savoy MG 12009)
- The Immortal Charlie Parker (Savoy MG 12001)

1946 (20-годишен)
- Charlie Parker – Yardbird in Lotus Land (Spotlite (E) SPJ 123)
- Charlie Parker on Dial, Vol. 1 (Spotlite (E) SPJ 101)
- Charlie Parker – Alternate Masters, Vol. 2 (Dial LP 905)
- Charles Mingus – The Young Rebel (Swingtime (E) ST 1010)
- Baron Mingus – God's Portrait c/w unknown title (not released) (Fentone 2001)
- V.A. – Jazz Off the Air, Vol. 3 (Spotlite (E) SPJ 148)
- V.A. – Boning Up the 'Bones (EmArcy MG 36038)
- Billy Eckstine – Mr. B and the Band (Savoy SJL 2214)
- Billy Eckstine – The Love Songs of Mr. „B“ (EmArcy MG 36030)
- Billy Eckstine – I Surrender, Dear (EmArcy MG 36010)
- Billy Eckstine – Blues for Sale (EmArcy MG 36029)
- Miles Davis – Boppin' the Blues (Black Lion (E) BLP 60102)

1947
- Illinois Jacquet and his Tenor Sax (Aladdin AL 803)
- Charlie Parker – Encores (Savoy SJL 1107)
- The Genius of Charlie Parker (Savoy MG 12014)
- Charlie Parker Memorial, Vol. 1 (Savoy MG 12000)
- Coleman Hawkins/Howard McGhee/Lester Young – A Date with Greatness (Imperial LP 9188-A)
- Charlie Parker – The Complete Savoy Studio Sessions (Savoy SJL 5500)
- Charlie Parker on Dial, Vol. 4 (Spotlite (E) SPJ 104)
- Charlie Parker – The Bird Blows the Blues (Dial LP 901)
- Charlie Parker – Alternate Masters, Vol. 1 (Dial LP 904)
- Charlie Parker on Dial, Vol. 5 (Spotlite (E) SPJ 105)
- Charlie Parker on Dial, Vol. 6 (Spotlite (E) SPJ 106)
- Charlie Parker – Crazeology c/w Crazeology, II: 3 Ways of Playing a Chorus (Dial 1034)
- Charlie Parker, Vol. 4 (Dial LP 207)

1948
- Gene Roland Band featuring Charlie Parker – The Band That Never Was (Spotlite (E) SPJ 141)
- Charlie Parker – Bird's Eyes, Vol. 6 (Philology (It) 214W 29)
- Charlie Parker – Bird on 52nd St. (Jazz Workshop JWS 501)
- Charlie Parker (Prestige PR 24009)
- Charlie Parker – Bird at the Roost, Vol. 1 (Savoy Jazz ZDS 4411/12)
- Newly Discovered Sides by Charlie Parker (Savoy MG 12186)
- Charlie Parker – The 'Bird' Returns (Savoy MG 12179)
- Miles Davis – Nonet 1948 – Jam 1949 (Royal Jazz (D) RJD 514)
- Charlie Parker – Miles Davis – Lee Konitz (Ozone 2)
- The Persuasively Coherent Miles Davis (Alto AL 701)
- Hooray for Miles Davis, Vol. 1 (Session Disc 101)
- Charlie Parker – Bird's Eyes, Vol. 1 (Philology (It) 214W 5)
- Charlie Parker – Live Performances (ESP-Disk' ESP 3000)
- Charlie Parker on the Air, Vol. 1 (Everest FS 214)

1949
- The Metronome All Stars – From Swing to Be-Bop (RCA Camden CAL 426)
- Miles Davis – Birth of the Cool (Capitol T 792)
- Miles Davis – The Complete Birth of the Cool (Capitol M 11026)
- V.A. – Tadd Dameron Big 10 and Royal Roost Jam (Beppo (E) BEP 503)
- Charlie Parker – Rara Avis Avis, Rare Bird (Stash STCD 21)
- V.A. – Strictly Be-Bop: Capitol Jazz Classics, Vol. 13 „Be Bop Professors“ (Capitol (J) 5C 052 851)
- The Miles Davis/Tadd Dameron Quintet in Paris Festival International de Jazz, май 1949 (Columbia JC 34804)
- Miles Davis/Tadd Dameron – Sensation '49: A Document from the Paris Jazz Festival 1949 (Phontastic (Swd) PHONT 7602)
- Charlie Parker – Bird in Paris (Bird in Paris CP 3)
- V.A. – Stars of Modern Jazz Concert at Carnegie Hall (IAJRC 20)

1950
- Charlie Parker – Birth of the Bebop: Bird on Tenor 1943 (Stash ST 260)
- Miles Davis – Dick Hyman – Sonny Stitt (Ozone 1)
- Here Are Stan Getz and Miles Davis (Kings of Jazz (It) KLJ 20013)
- Sarah Vaughan in Hi-Fi (Columbia CL 745)
- Miles Davis All Stars and Gil Evans (Beppo (E) BEP 502)
- Hooray for Miles Davis, Vol. 2 (Session Disc 102)

1951 (25-годишен)
- Miles Davis and Horns (Prestige PRLP 7025)
- Miles Davis – Early Miles (Prestige PR 7674)
- Sonny Rollins with the Modern Jazz Quartet, Art Blakey, Kenny Drew (Prestige PRLP 7029)
- The Genius of Charlie Parker, #8 – Swedish Schnapps (Verve MGV 8010)
- The Magnificent Charlie Parker (Clef MGC 646)
- The Metronome All Stars – All Star Sessions (Capitol M 11031)
- V.A. – Conception (Prestige PRLP 7013)
- Miles Davis – Eddie 'Lockjaw' Davis – Art Blakey (Ozone 7)
- Miles Davis – Dig (Prestige PRLP 7012)

1952
- Jimmy Forrest and Miles Davis Live at the Barrel (Prestige PR 7858)
- Miles Davis/Jimmy Forrest – Lady Bird (Jazz Showcase LP 5004)
- Miles Davis – Rare Unreleased Broadcasts (Yadeon (J) 502)
- V.A. – Woman in Jazz, Vol. 3 (Stash ST 113)
- Miles Davis and his All Stars (Ozone 8)
- Miles Davis, Vol. 1 (Blue Note BLP 1501)
- Miles Davis – Complete 1st and 3rd Sessions on Blue Note (Blue Note CDP 7 81501 – 2)
- Miles Davis, Vol. 2 (Blue Note BLP 1502)

1953
- Miles Davis – Collector's Items (Prestige PRLP 7044)
- Miles Davis – Hi-Hat All Stars Recorded Live at Hi-Hat, Boston 1955 (Fresh Sound (Sp) FSR 302)
- Miles Davis – Complete 2nd Session on Blue Note (Blue Note CDP 7 81502 – 2)
- Miles Davis – Blue Haze (Prestige PRLP 7054)
- Charlie Parker – Bird Meets Birks (Mark Gardner (E) MG 102)
- Miles Davis and the Lighthouse All-Stars – At Last! (Contemporary C 7645)

1954
- Miles Davis – Walkin' (Prestige PRLP 7076)
- Miles Davis – Bags' Groove (Prestige PRLP 7109)
- Miles Davis and the Modern Jazz Giants (Prestige PRLP 7150)

1955
- Miles Davis – The Musings of Miles (Prestige PRLP 7007)
- Miles Davis – Blue Moods (Debut DEB 120)
- Miles Davis – Miscellaneous Davis 1955 – 1957 (Jazz Unlimited (Swd) JUCD 2050)
- Miles Davis and Milt Jackson Quintet/Sextet (Prestige PRLP 7034)
- Miles Davis – The Legendary Prestige Quintet Sessions (Prestige 4PRCD 4444 – 2)
- The Complete Columbia Recordings of Miles Davis with John Coltrane (Mosaic MQ9 191)
- Miles Davis – Circle in the Round (Columbia KC2 36278)
- Miles Davis – 'Round About Midnight (Columbia CL 949)
- Miles Davis – Basic Miles (Columbia C 32025)
- Miles Davis – The Columbia Years 1955 – 1985 (Columbia C5X 45000)
- V.A. – Jazz Omnibus (Columbia CL 1020)
- Miles Davis – Miles (Prestige PRLP 7014)

1956 (30-годишен)
- Workin' with the Miles Davis Quintet (Prestige PRLP 7166)
- Steamin' with the Miles Davis Quintet (Prestige PRLP 7200)
- Relaxin' with the Miles Davis Quintet (Prestige PRLP 7129)
- Miles Davis Quintet at Peacock Alley (VGM/Soulard VGM-SOU 1997)
- Leonard Bernstein – What Is Jazz (Columbia CL 919)
- The Brass Ensembles of the Jazz and Classical Music Society – Music for Brass (Columbia CL 941)
- Cookin' with the Miles Davis Quintet (Prestige PRLP 7094)
- Lester Young Meets Miles, M.J.Q. and the Jack Teagarden All Stars (Unique Jazz UJ 014)
- Miles Davis/Bud Powell/Art Tatum – Unreleased Performances (Teppa 76)

1957
- Miles Davis – Miles Ahead (Columbia CL 1041)
- Miles Davis – Miles Ahead (stereo) (Columbia/Legacy CK 40784)
- Miles Davis – John Coltrane – Sonny Rollins (Ozone 18)
- Miles Davis – Makin' Wax (Chakra (It) TH 100 MD)
- Rene Urtreger en Concerts (Carlyne Music (F) CAR 006)
- Miles Davis – Ascenseur pour L'echafaud (Fontana (F) 662 213-TR)
- Miles Davis – Ascenseur pour L'echafaud: Complete Recordings (Fontana (F) 836 305 – 2)
- Miles Davis – The Complete Amsterdam Concert 1957 (Celluloid (It) 668 232)

1958
- Miles Davis – Milestones (Columbia CL 1193)
- Cannonball Adderley – Somethin' Else (Blue Note BLP 1595)
- Cannonball Adderley – Alison's Uncle, Autumn Leaves (Blue Note (J) BNJ 27001)
- V.A. – The Other Side Blue Note 1500 Series (Blue Note (J) BNJ 61008/10)
- Miles Davis All Stars featuring John Coltrane and Bill Evans (Jazz Band (E) EB 418)
- Miles Davis – Jazz Tracks (Columbia CL 1268)
- Miles Davis – '58 Sessions (Columbia/Legacy CJ 47835)
- Miles Davis – Black Giants (Columbia PG 33402)
- Michel Legrand – Legrand Jazz (Columbia CL 1250)
- Miles Davis/Thelonious Monk – Miles and Monk at Newport (Columbia CL 2178)
- V.A. – Newport Jazz Festival 1958 – 59 (FDC (It) 1024)
- Miles Davis – Porgy and Bess (Columbia CL 1274)
- Miles Davis – Jazz at Plaza, Vol. 1 (Columbia C 32470)
- Miles Davis All Stars featuring John Coltrane with Cannonball Adderley (Jazz Band (E) EB 409)

1959
- Miles Davis – Kind of Blue (Columbia CL 1355)
- The Sound of Miles Davis (Toei Video (J) TE M576)
- The Complete Miles Davis-Gil Evans Studio Recordings (Columbia/Legacy CXK 67397)
- Miles Davis – Sketches of Spain (Columbia CL 1480)

1960
- Miles Davis – Directions (Columbia KC2 36472)
- Miles Davis en Concert avec Europe 1 (Trema (F) 710455)
- Miles Davis and John Coltrane Live in Stockholm 1960 (Dragon (Swd) DRLP 90/91)
- John Coltrane – Bird Note (Bird Note (Swd) no number)
- Miles Davis/John Coltrane – Copenhagen 1960 (Royal Jazz (D) RJD 501)
- Miles Davis Quintet Live in Zurich 1960 (Jazz Unlimited (Swd) JUCD 2031)
- Miles Davis/John Coltrane – Miles and Coltrane Quintet Live, First Time on Records (Unique Jazz UJ 019)
- Miles Davis – Free Trade Hall, Vol. 1 (Magnetic (Luxe) MRCD 102)
- Miles Davis Quintet Live in Europe (Jazz Up (It) JU 320)
- Miles Davis – Free Trade Hall, Vol. 2 (Magnetic (Luxe) MRCD 103)
- Miles Davis/Sonny Stitt – Stockholm 1960 (Royal Jazz (D) RJD 509)
- Miles Davis and Sonny Stitt Live in Stockholm 1960 (Dragon (Swd) DRLP 129/30)

1961 (35-годишен)
- Miles Davis – Someday My Prince Will Come (Columbia CL 1656)
- Miles Davis in Person, Vol. 2 – Saturday Night at the Blackhawk (Columbia CL 1670)
- Miles Davis in Person, Vol. 1 – Friday Night at the Blackhawk (Columbia CL 1669)
- Miles Davis – The Complete Blackhawk Sessions (Mosaic Q6 220)
- V.A. – Who's Who in Jazz (Columbia CL 1765)
- Miles Davis – Transition (Magnetic (Luxe) MRCD 125)
- Miles Davis – Circle in the Round (CBS/Sony (J) 36AP 1409/10)
- Miles Davis at Carnegie Hall (Columbia CL 1812)
- Miles Davis – Live Miles: More Music from the Legendary Carnegie Hall Concert (Columbia CL 40609)

1962
- Miles Davis – Quiet Nights (Columbia CL 2106)
- V.A. – Jingle Bell Jazz (Columbia CL 1893)
- Miles Davis – Sorcerer (Columbia CL 2732)
- Miles Davis – Facets, Vol. 1 (Columbia (F) 21070)

1963
- Miles Davis – The Complete 63 – 64 Columbia Recordings (Mosaic Q10 226)
- Miles Davis – Seven Steps to Heaven (Columbia CL 2051)
- Miles Davis – Miles in St. Louis (VGM 0003)
- IXXI. Miles Davis Quintet Live in St. Louis and Paris 1963 (The Golden Age of Jazz (It) JZCD 371)
- Miles Davis – Cote Blues (Jazz Music Yesterday (It) JMY 1010 – 2)
- Miles Davis in Europe (Columbia CL 2183)
- Miles Davis at Monterey 1963 Complete (So What! (J) SW 042)

1964
- Miles Davis – 'Four' & More (Columbia CL 2453)
- Miles Davis – My Funny Valentine (Columbia CL 2306)
- Miles Davis – Miles in Tokyo (CBS/Sony (J) SONX 60064)
- Miles Davis – Miles in Berlin (CBS (G) SBPG 62976)
- Miles Davis – Paris, France (Heart Note HN 004)
- Miles Davis – The Complete Copenhagen Concert 1964 (Magnetic (Luxe) MRCD 117)
- Miles Davis – Davisiana (Moon (It) MCD 033 – 2)
- Miles Davis – All Blues (Musica Jazz (It) MJCD 1090 – 2)
- IXXII. Miles Davis Quintet Live in Sindelfingen 1964 (The Golden Age of Jazz (It) JZCD 372)
- Miles Davis – Seven Steps to Heaven (Jazz Door (It) JD 1225)

1965
- Miles Davis – E.S.P. (Columbia CL 2350)
- Miles Davis – Cookin' at the Plugged Nickel (Columbia CJ 40645)
- Miles Davis – Complete Live at Plugged Nickel 1965 (CBS/Sony (J) SRCS 5766/72)
- Miles Davis at Plugged Nickel, Chicago, Vol. 2 (CBS/Sony (J) 23AP 2568)
- Miles Davis at Plugged Nickel, Chicago, Vol. 1 (CBS/Sony (J) 23AP 2567)

1966 (40-годишен)
- Miles Davis – Gingerbread Boy, At Portland State College (Stone OE 66201)
- Miles Davis – Miles Smiles (Columbia CL 2601)

1967
- The Studio Recordings of Miles Davis Quintet 65 – 68 (Mosaic Q10 177)
- Miles Davis – Water Babies (Columbia C 34396)
- Miles Davis – Nefertiti (Columbia CS 9594)
- Miles Davis – His Greatest Concert Ever (Jazzman JM 11742)
- Miles Davis – Tempo di Jazz (Tempo di Jazz (It) CDTJ 703)
- Miles Davis – No Blues (Jazz Music Yesterday (It) JMY 1003 – 2)

1968
- Miles Davis – Miles in the Sky (Columbia CS 9628)
- Miles Davis – Filles de Kilimanjaro (Columbia CS 9750)
- Miles Davis – The Complete in a Silent Way Sessions (Mosaic Q5 209)

1969
- Miles Davis – In a Silent Way (Columbia CS 9875)
- Miles Davis – 1969 Miles: Festiva de Juan Pins (CBS/Sony (J) SRCS 6843)
- The Selected Works of Chick Corea – Music Forever and Beyond (GRP GRD 5 – 9819)
- Miles Davis Interview, 4 Aug., 1969 (Columbia)
- Miles Davis – Bitches Brew (Columbia GP 26)
- Miles Davis – Double Image (Moon (It) MCD 010/11 – 2)
- IXXIII. Miles Davis Quintets: Bitches Brew Live (The Golden Age of Jazz (It) JZCD 373)
- Miles Davis – Spanish Key (Lunch for Your Ears (E) LFYE 001)
- Miles Davis – Paraphernalia (Jazz Music Yesterday (It) JMY 1013 – 2)
- Miles Davis – Big Fun (Columbia PG 32866)
- Miles Davis – The Complete Bitches Brew Sessions (Mosaic MQ6 183)

1970
- Miles Davis – Live/Evil (Columbia G 30954)
- Miles Davis – A Tribute to Jack Johnson (Columbia S 30455)
- Miles Davis – Hill Auditorium, 2/21/'70 (Jazz Masters (G) JM 006)
- Miles Davis – It's About That Time: Live at the Fillmore East, 7 март 1970 (Columbia/Legacy C2K 85191)
- Miles Davis at Fillmore West – Black Beauty (CBS/Sony (J) 28AP 2155/56)
- Miles Davis – Get Up with It (Columbia KG 33236)
- Miles Davis at Fillmore (Columbia G 30038)
- V.A. – The First Great Rock Festivals of the Seventies – Isle of Wight – Atlanta Pop Festival (Columbia G3X 30805)
- Miles Davis – Fillmore West, 10/17/'70 (Jazz Masters (G) JM 007)

1971 (45-годишен)
- Miles Davis – Lennies on the Turnpike '71 (Jazz Masters (G) JM 001/02)
- IXXIV. Miles Davis Band: Miles Davis + Keith Jarrett Live (The Golden Age of Jazz (It) JZCD 374)
- Miles Davis – Neue Stadthalle, Switzerland, 10/22/'71 (Jazz Masters (G) JM 008/09)
- Miles Davis – Another Bitches Brew (Jazz Door (It) JD 1284/85)
- Miles Davis – Two Miles Live (Discurious (It) DIS 201)
- Miles Davis – Berlin and Beyond (Lunch for Your Ears (E) LFYE 006/07)
- Miles Davis in Sweden 1971 (Miles MD 1)
- Hooray for Miles Davis, Vol. 3 (Session Disc 123)

1972
- Miles Davis – On the Corner (Columbia KC 31906)
- Miles Davis in Concert (Columbia KG 32092)

1973
- Miles Davis – Black Satin (Jazz Masters (G) JM 011/12)
- Miles Davis – More Live Evil (Zipperdeke (J) ZIP 009)
- Miles Davis – Ife (Lunch for Your Ears (E) LFYE 002)
- Miles Davis – „Isle of Wight“ (Columbia (F) 450472 1)
- Miles Davis – Unknown Sessions 1973 – 1976, Vol. 1 (Kind of Blue (J) KOB 001)
- Miles Davis – Call It What It Is (Jazz Music Yesterday (It) ME 6403)
- Miles Davis – Berlin '73 (Jazz Masters (G) JM 003)
- Miles Davis – Palais des Sports, Paris 1973 (Jazz Masters (G) JM 016)

1974
- Miles Davis – Dark Magus (CBS/Sony (J) 28AP 2165/66)

1975
- Miles Davis – Agharta (CBS/Sony (J) 28AP 2167/68)
- Miles Davis – Pangaea (CBS/Sony (J) 28AP 2169/70)
- Miles Davis – New York Bottom Line 1975 (Jazz Masters (G) JM 017/18)

1980 (54-годишен)
- Miles Davis – The Man with the Horn (Columbia FC 36790)

1981 (55-годишен)
- Miles Davis – Shout (12 inch maxi single) (Columbia AS 1274)
- Miles Davis – We Want Miles (Columbia C2 38005)
- V.A. – Jazz Beau Coup. (Columbia Sampler)
- Miles Davis – Miles! Miles! Miles!: Live in Japan '81 (CBS/Sony (J) SRCS 6513/14)

1982
- Miles Davis – Moonlight Shadows (Megadisc)
- Miles Davis – Spring (Paradise (It) P 1020 – 2)
- Miles Davis – The Second Spring (Paradise (It) P 1030)
- Miles Davis – Star People (Columbia FC 38657)
- Miles Davis – Forum, N.Y., 12/31/82 (Jazz Masters (G) JM 024)

1983
- Miles Davis – In the West (Jazz Masters (G) JM 022/23)
- Miles Davis – Atmosphere (Four Beat Sounds (It) FBMD 83058/59)
- Miles Davis – Decoy (Columbia FC 38991)
- Miles Davis in Warsaw '83 (Poli Jazz (Poland) PSJ X 001)

1984
- Miles Davis – You're Under Arrest (Columbia FC 40023)
- Miles Davis – This Is Miles!, Vol. 2 (CBS/Sony (J))

1985
- Miles Davis – Aura (Columbia C2X 45332)
- Miles Davis – Miles Under Arrest: Live 1985 (Gema)
- Miles Davis – Human Nature (Jazz File JF 1001)
- Miles Davis – The King of Priests (Flashback 07 93 0211)
- Miles Davis – Pacific Express (Jazz Masters (G) JM 019/20)
- V.A. – Sun City (Manhattan MHS 91149)
- V.A. – Sun City (12 inch maxi single) (Manhattan S14 123)
- Miles Davis – Unissued '85 (On Stage CD/ON 2230)

1986 (60-годишен)
- TOTO – Fahrenheit (Columbia FC 40273)
- Miles Davis – Tutu (Warner Bros. 25490)
- Miles Davis – Backyard Ritual (Warner Bros.)
- Prince – Crucial (H.T.B. Entertainment Group CD 038001)
- Miles Davis – Full Nelson (12 inch maxi single) (Warner Bros.)
- Miles Davis – Social Music (Tiki Records (It) TR 02)
- Miles Davis – Maze (Lunch for Your Ears (E) LFYE 008/09)
- Miles Davis – Time After Time (Tiki Records (It) TR 03)
- Miles Davis – High-Energy – Rhythm Attack (M.D. 86)
- Miles Davis – Street Scenes (Lunch for Your Ears (E) LFYE 010/11)

1987
- Miles Davis/Marcus Miller – Siesta (Warner Bros. 25655)
- Miles Davis – Greek Theater '88 (Jazz Masters (G) JM 004/05)
- Miles Davis – Scrooged: Original Motion Picture Soundtrack (A&M SP 3291)
- Miles Davis – Antwerp Agitation (no label no number)
- Prince – Grosse Freiheit 36: Driving to Midnight Mess (Savarage)
- Scritti Politti – Oh, Patti (Virgin VST 1006)

1988
- Cameo – Machismo (Mercury 836 002 – 2)
- Miles Davis in Concert '88, Pt. 1 (Jazz Concert MDCD 101)
- Miles Davis in Concert '88, Pt. 2 (Jazz Concert MDCD 102)
- Chaka Khan – C.K. (Warner Bros. 25707)
- Miles Davis Live Around the World (Warner Bros. (J) WPCR 0443)
- Miles Davis in Warsaw '88 (Poli Jazz (Poland) PSJ X 003)
- Miles Davis – Amandla (Warner Bros. 25873)

1989
- Kenny Garrett – Prisoner of Love (Atlantic 82046)
- Quincy Jones – Back on the Block (Warner Bros. 26020)
- Marcus Miller – The Sun Don't Lie (PRA)
- Miles Davis – Time After Time (Jazz Door (It) JD 1256/57)
- Miles Davis Band Live Tutu (The Golden Age of Jazz (It) JZCD 375)
- Miles Davis – Miles in Montreux (Jazz Door (It) JD 1235)
- Miles Davis Live at Montreux Jazz Festival (Jazz Door (It) JD 1287/88)
- Miles Davis – Miles in Paris (Four Aces FAR 006)

1990
- Miles Davis/Michel Legrand – Dingo (Warner Bros. 26438 – 2)
- Miles Davis – The Hot Spot: Original Motion Picture Soundtrack (Antilles 442 846 813 – 2)
- Paolo Rustichelli – Capri (Verve-Forecast 314 517 206 – 2)
- Paolo Rustichelli – Mystic Man (Island/Guts & Grace 161 531 065 – 2)
- iles Davis – Sing in Singen (Regency REG 027)
- Shirley Horn – You Won't Forget Me (Verve 847 482 – 2)

1991 (65-годишен)
- Miles Davis – Doo-Bop (Warner Bros. 9 26938 – 2)
- Miles Davis – Blow/Fantasy (Warner Bros.)
- Miles Davis – The Doo-Bop Song EP (Warner Bros. (J) WPCP 5066)
- Miles Davis – Miles and Quincy Live at Montreux (Warner Bros. 2 45221)
- Miles Davis – Black Devil (Beech Marten (It) BM 053/2)

## Награди
- Награда Сонинг (1984)